# Conferências Pan-Americanas
As Conferências Pan-americanas foram uma séries de reuniões de delegados, ministros de relações exteriores e presidentes nacionais da América que ocorreram entre 1889 e 1954 dentro das ideias  e princípios do pan-americanismo.

## Origens
Seus antecedentes estão relacionados com o Congresso do Panamá convocado por Simón Bolívar em 1826.
Entre 1826 e 1889 foram realizadas várias reuniões entre países hispano-americanos, com diferentes participantes e objetivos em cada caso. Ademais do já citado Congresso do Panamá, houve o Congresso de Lima (1847-1848), os Congressos de Santiago e de Washington (ambos em 1856) e o Segundo Congresso de Lima (1864-1865). De caráter menos geral, realizou-se em Caracas, em 1883, uma reunião comemorativa do centenário de nascimento de Simón Bolívar e duas outras reuniões voltadas para temas de direito privado, em Lima (1877-1879) e Montevidéu (1888-1889). A primeira reunião propriamente Pan-americana só aconteceria em 1889-1890, em Washington.

## Edições

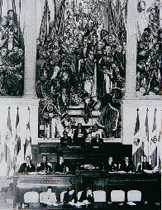
IX Conferência Pan-americana de Bogotá. Capitólio do congresso, salão oval.

- A Primeira Conferência Pan-americana (1889-1890) foi uma iniciativa dos Estados Unidos para aumentar seu comércio com o resto de América do Sul.
- II Conferência Pan-americana de 1901 realizada na Cidade do México. Aprovou a criação OPS;
- III Conferência Pan-americana de 1906 no Rio de Janeiro;
- IV Conferência Pan-americana de 1910 em Buenos Aires.
- V Conferência Pan-americana de 1923 em Santiago de Chile.
- VI Conferência Pan-americana de 1928 em Havana;
- VII Conferência Pan-americana de 1933 em Montevidéu;
- Conferência interamericana de Consolidação da Paz de 1936 ocorrido em Buenos Aires, com a presença do Presidentes dos EUA (Franklin Delano Roosevelt);
- VIII Conferência Pan-americana de 1938 em Lima;
- Conferência Interamericana sobre Problemas da Guerra e da Paz março de 1945 em Chapultepec (México);
- Conferência Interamericana para manutenção da paz e segurança no continente realizada no Rio de Janeiro em 1947. Foram estabelecidas as bases do Tratado Interamericano de Assistência Recíproca (TIAR), o Tratado do Rio;
- IX Conferência Pan-americana de 1948 em Bogotá. É criada a OEA por meio da Carta da Organização dos Estados Americanos;
- X Conferência Pan-americana de 1954 em Caracas. É a última conferência, sendo seus trabalhos substituídos pela OEA.